# Listă de scriitori asirieni
Aceasta este o listă cu scriitorii asirieni
(siriaci, arameeni, caldeeni) 
- Gregorius Bar Hebraeus (Abul Faraj ibn Harun al Malati) - teolog, poet, polihistor și filolog sirian
- Aphrahat - (270-345) - teolog
- Ivan Kakovici - (1933-2006) -istoric si romancier născut în Ucraina, stabilit in S.U.A.
- Rosie Malek-Yonan - scriitoare și actriță americană originară din Iran

De origine siriană (arameică) păgână sau creștină au mai fost:
- Lucian din Samosata - scriitor elen antic originar din Siria
- Rafik Schami - scriitor german de origine siriană